# سالبادور ميدينا
سالبادور ميدينا (بالإسبانية: Salvador Medina) هو عداء سريع مكسيكي، ولد في 20 مايو 1943.

## وصلات خارجية
- سالبادور ميدينا على موقع أوليمبيديا (الإنجليزية)